# Arte ibo

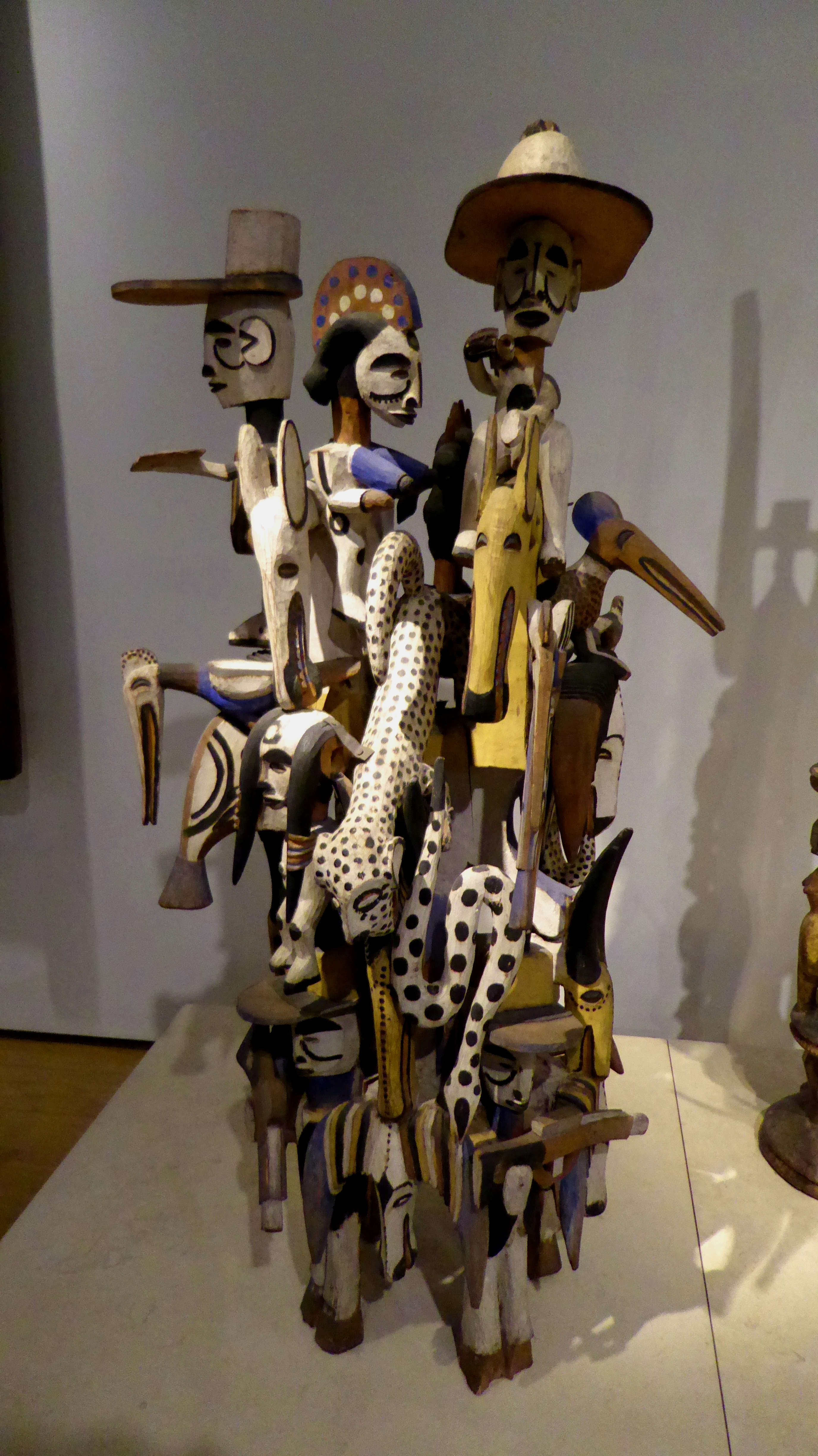
Complexo ibo de madeira, atualmente no British Museum (Af1954,23.522)

Arte ibo (em ibo:  Ǹkà Igbo) é qualquer corpo de arte visual originário dos ibos. Os ibos produzem uma grande variedade de arte, incluindo figuras tradicionais, máscaras, artefatos e têxteis, além de obras em metais como o bronze. As obras de arte ibo foram encontradas desde o século IX com os artefatos de bronze encontrados em Ibo-Ucu.

## Máscaras

### Eze Nwanyi
De outra forma conhecida como a Rainha das Mulheres, esta máscara representa uma esposa rica, sênior e avó que comanda enorme respeito na aldeia. Ela encarna os ideais femininos supremos de força, sabedoria, beleza, estatura e dignidade, e é uma líder entre as mulheres.
Esta máscara é usada em apresentações que ocorrem em funerais e cerimônias que purificam a aldeia e em outros lugares comuns.

### Agbogho mmuo
Agbogho mmuo, ou masquerades Maiden Spirit (mascarados espírito de solteira), executam anualmente durante a estação seca na área de Nri-Awka da Ibolândia do norte. Nessas performances, os homens dançam como adolescentes, imitando e exagerando a beleza e o comportamento das meninas. A performance também é acompanhada por músicos que cantam homenagens a donzelas reais e espirituais. Os seguintes são exemplos de citações que podem ser ouvidas durante uma execução:
Mmanwu si n’igwe: O espírito mascarado do céu
Udemu na lenu: Minha fama é poderosa
Estas máscaras mostram uma imagem ideal de uma donzela ibo. Este ideal é composto pela pequenez dos traços de uma menina e pela brancura de sua tez, o que é uma indicação de que a máscara é um espírito. Esta brancura é criada usando uma substância de giz usada para marcar ritualmente o corpo tanto na África Ocidental como na diáspora africana. A substância calcária é também utilizada em uli design, criados e exibidos na pele de mulheres ibos. Algumas máscaras de espírito de solteira têm cabeleireira elaborada, embelezada com representações de pentes de cabelo e outros objetos, modelado após penteados cerimoniais do final do século XIX.

## Ibo Ucu (Bronzes)

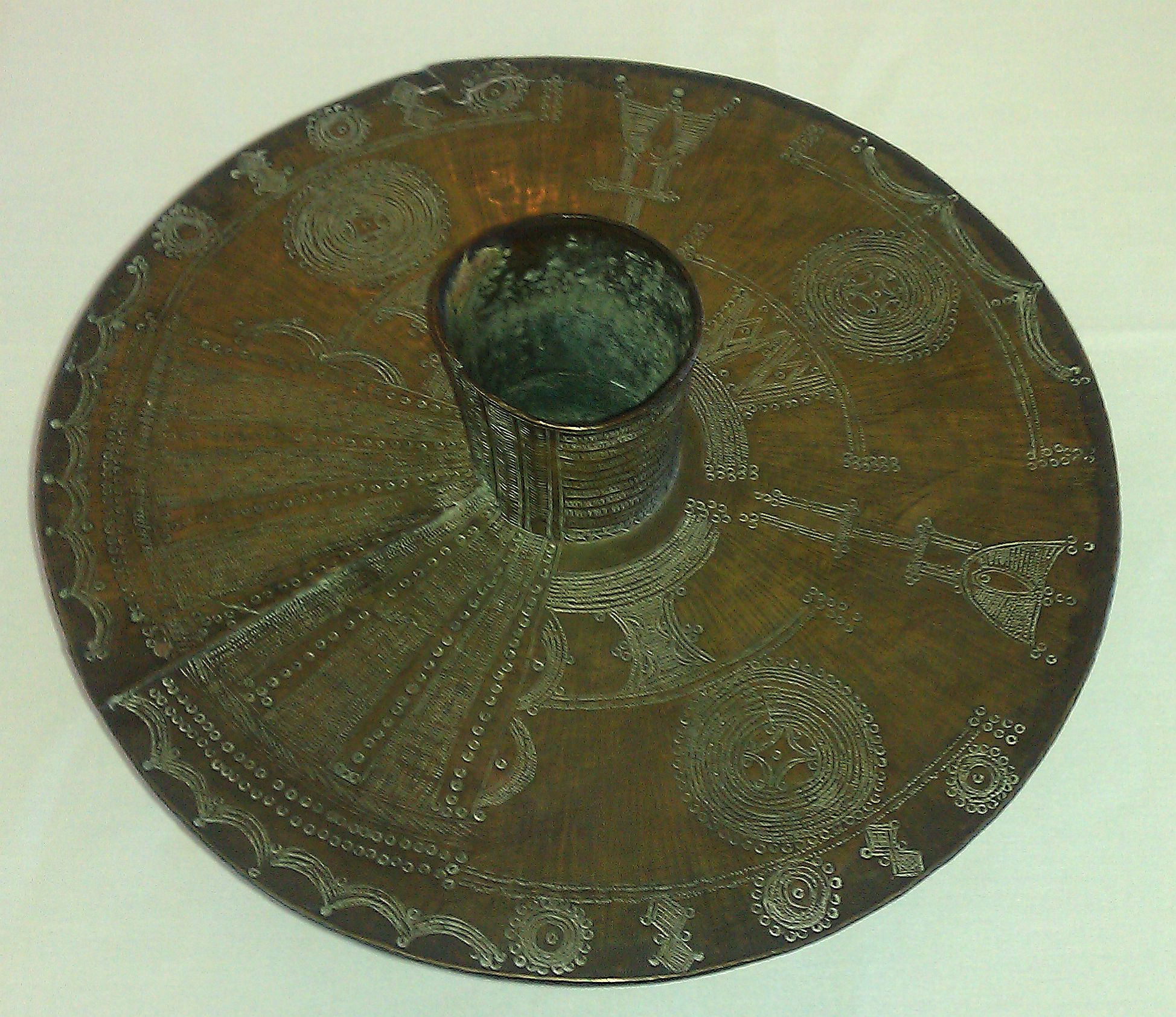
Tornozeleira batida a partir de uma barra de latão sólido, do tipo usado por mulheres ibos. Agora na coleção de Wolverhampton Art Gallery. O tubo de perna se estende aproximadamente sete centímetros Cada lado do disco 35 centímetros

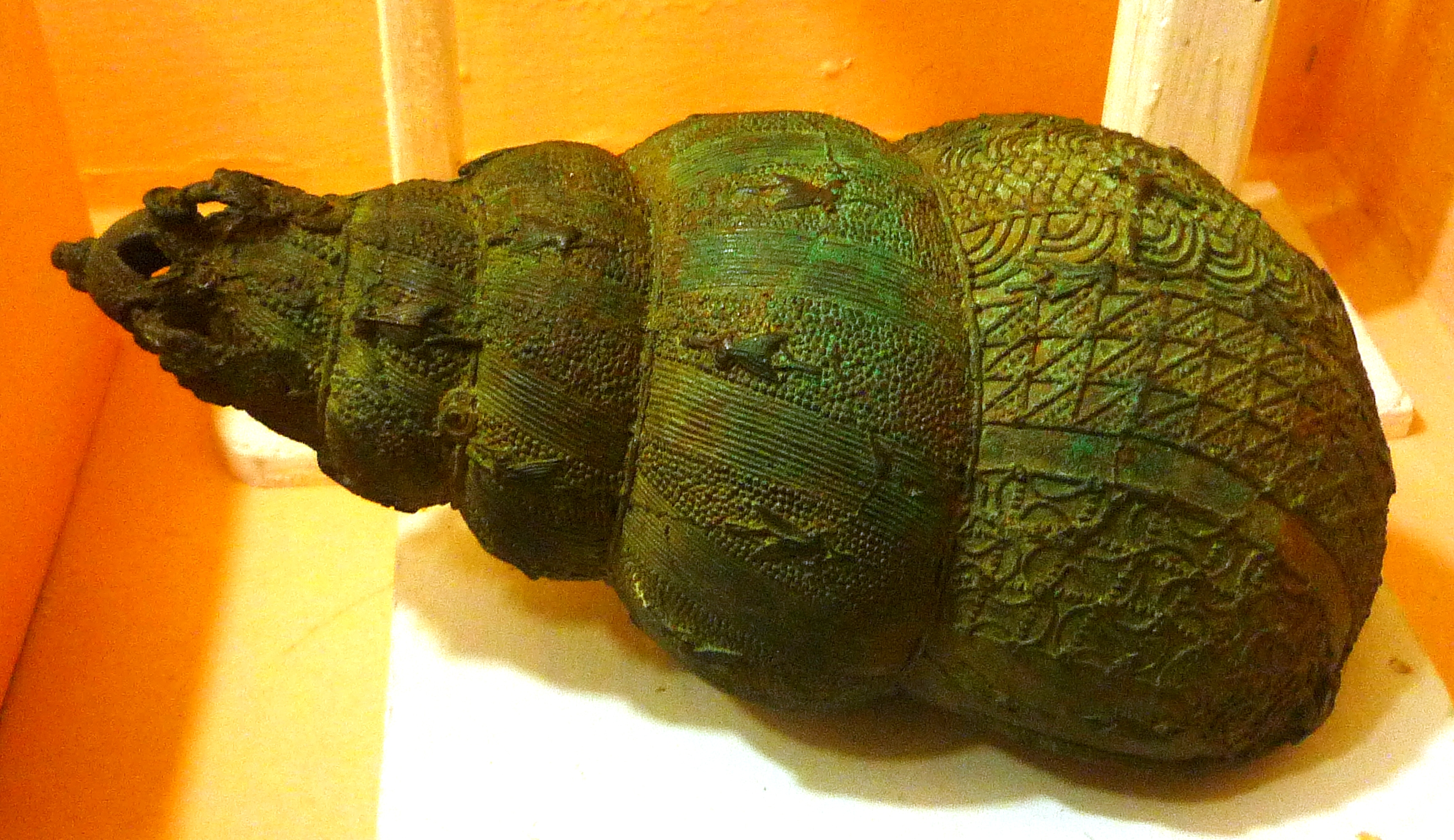
Bronze ibo, vaso cerimonial na forma de uma concha de caracol, do século IX, escavado em Igo-Ucu

Alice Apley diz: "É possível que os habitantes de Ibo Ucu tinha uma arte de acabamento de metais que floresceu já no século IX." (embora essa data ainda permanece controversa). Três sítios têm sido escavados, revelando centenas de vasos rituais e insígnias fundidas em bronze ou de bronze com chumbo que estão entre os bronzes mais criativos e tecnicamente já feitos. O povo de Ibo-Ucu, antepassados dos atuais ibos, foram os primeiros ferreiros de cobre e suas ligas na África Ocidental, trabalhando o metal através de martelar, dobrar, torcer e incisar. Eles estão provavelmente entre os primeiros grupos de africanos ocidentais a empregar as técnicas de fundição de cera perdida na produção de esculturas de bronze. Estranhamente, a evidência sugere que o seu repertório metalúrgico foi limitado e ferreiros ibos não estavam familiarizados com técnicas como a elevação, solda, rebitagem e fio de fabricação, embora essas técnicas foram utilizadas em outros lugares do continente.

## Uli
Uli é o nome dado aos desenhos tradicionais desenhados pelos ibos da Nigéria.
Desenhos Uli são fortemente linear e falta perspectiva; eles fazem, no entanto, equilibram espaço positivo e negativo. Os desenhos são freqüentemente assimétricos, e são muitas vezes pintados espontaneamente  Uli geralmente não é sagrado, à parte das imagens pintadas nas paredes do santuário e criadas em conjunto com alguns rituais comunitários.
O desenho de uli foi uma vez praticado na maior parte de Ibolândia, embora em 1970 tivesse perdido muito de sua popularidade, e estava sendo mantido vivo por um punhado de artistas contemporâneos. Era praticado geralmente por mulheres, que decorava os corpos uns dos outros com corantes para preparar para eventos da aldeia, tais como casamento, tomada de título, e funeral; desenhos seriam produzidos às vezes para os dias de mercado mais importantes também. Designs iria durar cerca de uma semana.

## Portas esculpidas
Gordon Campbell diz:

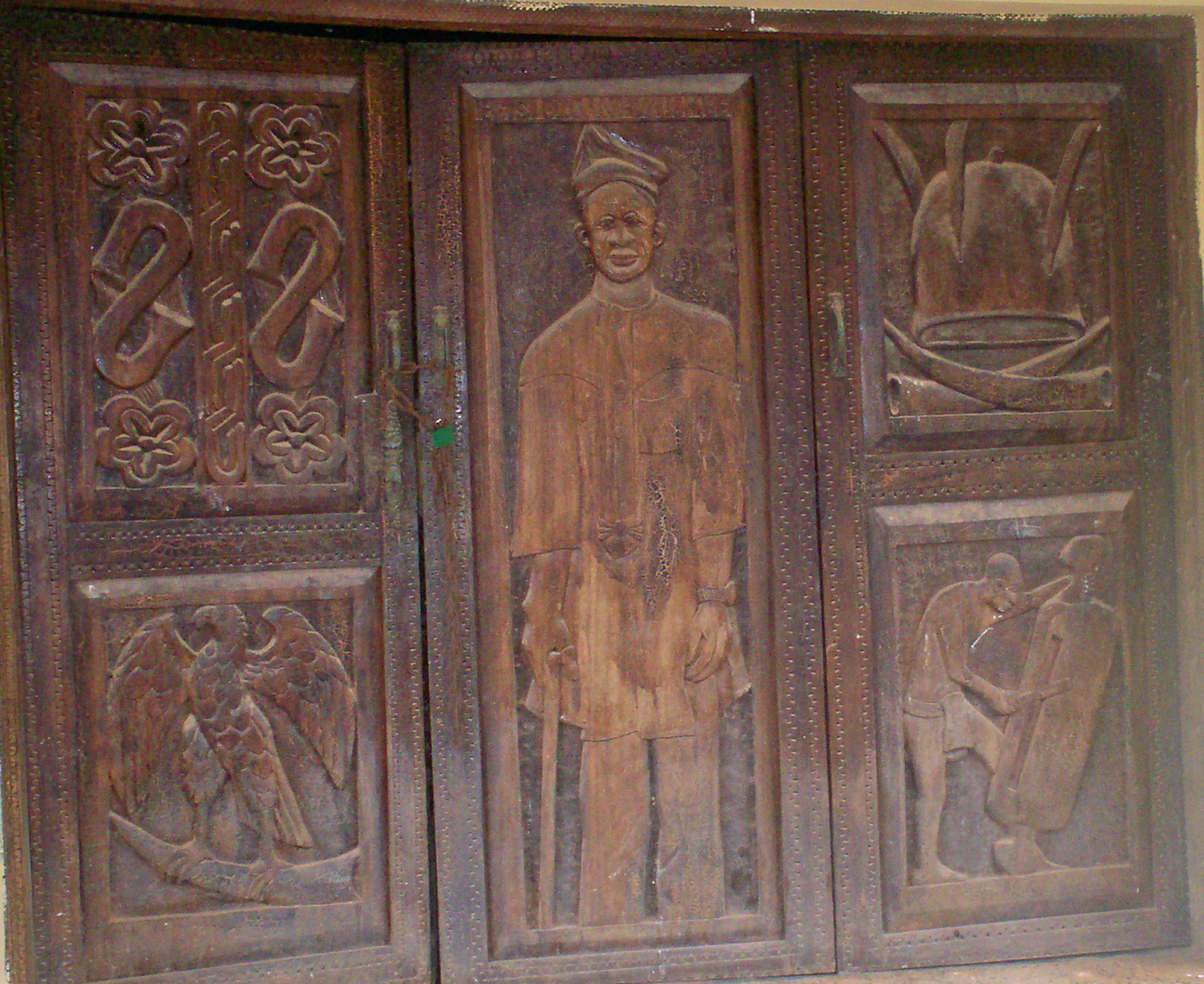
Porta ibo esculpida em Awka-Etiti

O ibo usa painéis de madeira esculpida como portas de entrada compostas de membros titulados da prestigiosa associação masculina Ozo. Os membros de nível suficientemente elevado têm o direito de encomendar escultores para esculpir os painéis. Portas e painéis esculpidos também aparentemente foram adotados ou utilizados nas casas de famílias ricas como um meio de exibir riqueza. As portas ibos são delicadamente esculpidas com desenhos abstratos profundamente cortados em padrões estriados e sombreados que capturam a luz solar para produzir altos contrastes de luz e sombra.

## Mbari
A arte ibo é conhecida pela arquitetura Mbari.
As casas de Mbari do Owerri-ibo são grandes abrigos abertos e quadrados planejados. Eles abrigam muitas figuras de tamanho natural, pintadas (esculpidas na lama para apaziguar a Alusi (deidade) e Ala, a deusa da terra, com outras divindades do trovão e água). Outras esculturas são de oficiais, artesãos, estrangeiros (principalmente europeus), animais, criatura lendária e antepassados. Casas Mbari levam anos para construir o que é considerado como um processo sagrado. Quando as novas são construídas, as antigas são deixadas à deterioração. As casas cotidianas eram feitas de lama e telhado de palha com piso de terra nua e com portas com desenho esculpido. Algumas casas tinham desenhos elaborados tanto no interior como no exterior. Estes projetos poderiam incluir arte Uli projetado por mulheres ibos.